# 東方姓
東方姓為漢字複姓。

## 名人

### 古代
- 東方朔：西漢文學家，原姓張，父母早亡，長大後改姓東方並自稱是伏羲後代。

### 現代
- 东方闻樱，演员，在1987年《红楼梦》中饰演贾探春一角。
- 東方介德，台灣籃球運動員，曾效力於裕隆恐龍。
  - 東方譯慷，臺灣籃球運動員，東方介德之子。

## 延伸阅读
[在维基数据编辑]
 《百家姓》
 《欽定古今圖書集成·明倫彙編·氏族典·東方姓部》，出自陈梦雷《古今圖書集成》